# Mi destino (álbum de María José Castillo)
Mi destino es el primer álbum inédito de la cantante costarricense María José Castillo, quien se dio a conocer en 2008 a través del reality show Latin American Idol, donde quedó finalista. Este disco se constituye en su nueva etapa como cantante, ya que los diez temas que forman parte de este trabajo, nueve son originales.
Este disco fue grabado en México bajo la producción de Fernando Chaves, cuyas canciones fueron escritas por los mismos compositores de Diego Torres, RBD e inclusive de la cantante mexicana Paty Cantú. El álbum además abarca la versión de Mónica Naranjo llamado "Sobreviviré", con el cual compitió en el concurso musical citado.
Su primer corte de promoción lleva como nombre "Lo que me Pidas", donde se ha mantenido varias semanas sonando en emisoras locales. Las imágenes de este disco fueron realizadas por la fotógrafa Olga Laris, quien ha trabajado con cantantes como Belinda y Camila, y es distribuido por el sello Sony Music. 
El disco fue promocionado a través de una pequeña gira por colegios y escuelas costarricenses y se presentó en el Monteverde Music Fest. El disco salió a la venta el 8 de febrero de 2010. 
La selección de ritmos contiene pop, rock y baladas, y por su contenido, estarán dirigidas tanto a niños de edad escolar, jóvenes y adultos, según Carolina Baruqero, mánager de la cantante.
El disco se demoró cerca de un año en producirse. Se probaron aproximadamente treinta temas de los que seleccionaron diez, y sugirió incluir "Sobrevivire", al cual le dieron una versión muy diferente a la que interpretó en el show.

## Canciones
1. Lo que me pidas
2. Donde Van
3. Para Siempre
4. Mio
5. Paso al Frente
6. Hoy Llueve Sobre el Sol
7. Sobreviviré
8. Peligro
9. Vuelves de Hielo el Sol
10. Todo Lo Que Soy

## Créditos
- Voz principal: María José Castillo
- Diseño de Fotografía : Olga Laris
- Productor: Fernando Chaves
- Sello Discografíco: Sony Music

- Datos: Q6012421